# فيليدا لوو
فيليدا لوو (بالإنجليزية: Phyllida Law)‏ هي ممثلة بريطانية، ولدت في 8 مايو 1932 بغلاسكو في المملكة المتحدة.

## أعمال

### أفلام
- (1973)  الأيام العشر الأخيرة
- (1996) إيما[6]
- (2002) آلة الزمن[7]
- (2006) الآنسة بوتر
- (2010) آريتي المقترضة[8]
- (2011) ألبرت نوببس[9]

## وصلات خارجية
- فيليدا لوو على موقع IMDb (الإنجليزية)
- فيليدا لوو على موقع روتن توميتوز (الإنجليزية)
- فيليدا لوو على موقع قاعدة بيانات الأفلام العربية
- فيليدا لوو على موقع ألو سيني (الفرنسية)
- فيليدا لوو على موقع ميوزك برينز (الإنجليزية)
- فيليدا لوو على موقع أول موفي (الإنجليزية)
- فيليدا لوو على موقع قاعدة بيانات الأفلام السويدية (السويدية)
- فيليدا لوو على موقع إن إن دي بي (الإنجليزية)
- فيليدا لوو على موقع ديسكوغز (الإنجليزية)
- فيليدا لوو على موقع قاعدة بيانات الفيلم (الإنجليزية)